# Halina Rozpondek
Halina Leokadia Rozpondek (* 25. Mai 1959 in Częstochowa) ist eine polnische Politikerin der Bürgerplattform (PO).
Halina Rozpondek besuchte das 1. allgemeinbildende Gymnasium Juliusz Słowacki in Częstochowa. Anschließend studierte sie an der Universität Breslau und schloss ihr Studium mit einem Magister als Bibliothekarin ab. Von 1973 bis 1985 arbeitete sie für das Unternehmen Elanex. Anschließend war sie als Kuratorin in der Hauptbibliothek der Technischen Universität Częstochowa (Politechnika Częstochowska) tätig. Von 1994 bis 1995 war sie Direktorin des Staatsarchivs ihrer Heimatstadt. Vom November 1995 bis 1998 war Halina Rozpondek Stadtpräsidentin Częstochowas. Von 1990 bis 2002 war sie im Stadtrat Częstochowas. Bei ihrer Bewerbung um ein Mandat im Sejm  bei den Wahlen 2001  erreichte sie 6503 Stimmen, was nicht für einen Einzug ins Parlament reichte. 2002 zog sie mit 13.480 Stimmen in den Sejmik der Woiwodschaft Schlesien ein. Im Dezember 2002 wurde Halina Rozpondek zugleich stellvertretende Stadtpräsidentin von Częstochowa. Ihre Bewerbung um einen Sejmsitz bei den Wahlen 2005 war mit 9948 Stimmen erfolgreich. Bei den vorgezogenen Wahlen 2007 konnte sie mit 42.951 Stimmen ihren Sitz verteidigen. Seit 2005 arbeitet sie in den Ausschüssen für Territoriale Selbstverwaltung und Regionalpolitik sowie Zusammenhalt mit Polen außerhalb des Landes. Ihr Interesse an der Polonia zeigt sich auch in der Tätigkeit in der nichtstaatlichen Organisation Wspólnota Polska (Polnische Gemeinschaft). Dieser gehört sie seit zwei Jahrzehnten an. Sie war von 1993 bis 1996 Vorsitzende des Lokalverbandes in Częstochowa, wurde im Mai 2008 zur stellvertretenden Landesvorsitzenden und vom Mai 2010 bis Juni 2010 war sie kommissarische Vorsitzende.
Halina Rozpondek ist verheiratet und hat zwei Söhne.